# Põlgaste
Põlgaste – wieś w Estonii, w prowincji Põlva, w gminie Kanepi.